# Jackson Wang
Jackson Wang (chinois traditionnel: 王嘉爾; chinois simplifié: 王嘉尔), plus connu simplement comme Jackson, est un rappeur, chanteur, danseur et acteur hongkongais. Il est principalement connu pour être membre du boys band sud-coréen GOT7. Jackson est un ancien escrimeur (sabre) de l'équipe nationale d'Hong Kong et a été classé 11e des Jeux olympiques de la jeunesse d'été de 2010, remportant la première place des catégories "Asian Junior" et "Cadet Fencing Championship" en 2011.

## Enfance
Jackson est né le 28 mars 1994 à Hong Kong. Son père est Wang Ruiji, un ancien entraîneur pour l'équipe nationale d'escrime de Chine.
Son père a déjà gagné aux jeux asiatiques en 1978. À l'âge de 9 ans, Jackson et son frère aîné ont, ensemble, gagné la première place aux championnats du monde de gymnastique acrobatique.
Jackson a commencé à s'entraîner à l'escrime lorsqu'il avait 10 ans. Il a été entraîné par son père et d'autres entraîneurs professionnels pour ensuite gagner plusieurs prix pour l'équipe nationale d'Hong Kong.
Il a fait ses études dans une école internationale depuis le primaire. Il parle couramment le mandarin, le cantonais, l'anglais et le coréen. Il a également étudié la langue française pendant 3 mois.

## Carrière

### GOT7

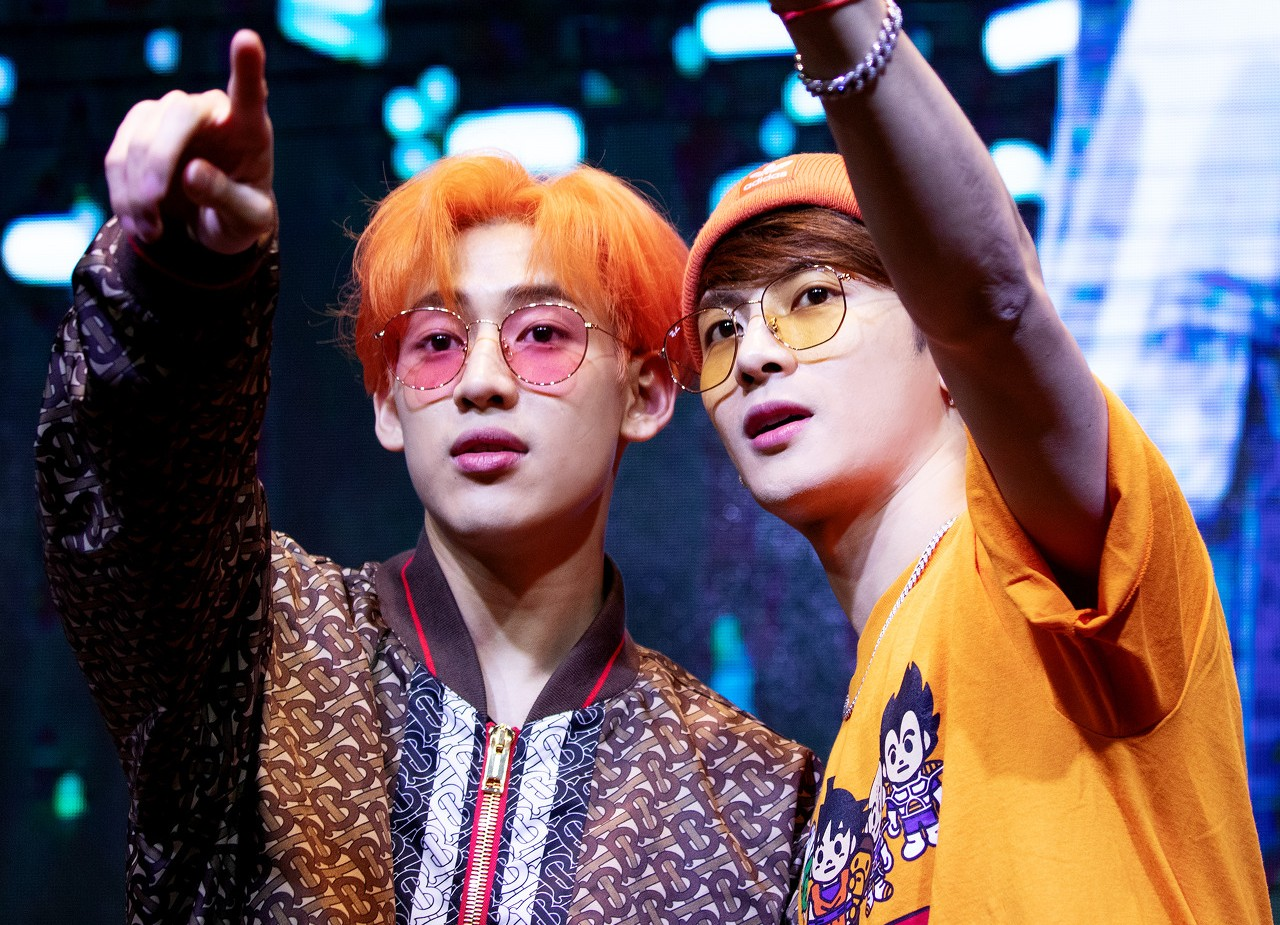
Jackson Wang en 2019 avec BamBam (gauche), membre du groupe de K-pop GOT7

Sa première apparition télévisée était durant le 4e épisode de l'émission WIN: Who Is Next de Mnet, qui a été diffusé le 6 septembre 2013. Jackson aux côtés de Mark, BamBam et Yugyeom étaient en compétition contre les stagiaires de la YG Entertainment: l'équipe A et l'équipe B (qui sont maintenant connues sous les noms WINNER (équipe A) et iKON (équipe B)
La première apparition de Jackson en tant que membre officiel des GOT7 a été dans le teaser pour leurs débuts, le 6 janvier 2014 avec Yugyeom. Le groupe fait ses débuts avec le single Girls Girls Girls et le mini-album Got It?, le 16 janvier 2014.

## Discographie

### En solo

#### Album Studio
| Titre     | Détails                                                                                    |  | Meilleures positions | Meilleures positions | Meilleures positions | Tracklisting |
| Titre     | Détails                                                                                    |  | FRA                  | UK                   | US                   | Tracklisting |
| --------- | ------------------------------------------------------------------------------------------ |  | -------------------- | -------------------- | -------------------- | --- |
| Mirrors   | • Date de sortie : 25 octobre 2019 • Label : Team Wang • Format : CD, téléchargement légal |  | 62                   | 83                   | 32                   | 1. BULLET TO THE HEART 2. ON THE ROCKS 3. DWAY! 4. UNLESS I'M WITH YOU 5. BAD BACK (avec GoldLink) 6. TITANIC (avec Rich Brian) 7. FADED 8. I LOVE YOU 3000 - Version chinoise |
| Magic Man | • Date de sortie : 9 septembre 2022• Label : Team Wang • Format : CD, téléchargement légal |  |                      |                      |                      | 1. Blow 2. Cruel 3. Champagne Cool 4. Go Ghost 5. Drive It Like You Stole It 6. Come Alive 7. Just Like Magic 8. All The Way 9. Dopamine 10. Blue                              |

#### Singles
| Titre                                | Année | Album                 |
| ------------------------------------ | ----- | --------------------- |
| Some Strange Work (班有些怪)         | 2016  | Pas de sortie d'album |
| Generation 2                         | 2017  | Pas de sortie d'album |
| Papillon                             | 2017  |                       |
| (V)ision                             | 2017  |                       |
| Okay                                 | 2017  |                       |
| Dawn of Us                           | 2018  | Pas de sortie d'album |
| Fendiman                             | 2018  |                       |
| X                                    | 2018  |                       |
| Different Game (avec Gucci Mane)     | 2018  |                       |
| Oxygen                               | 2019  | Pas de sortie d'album |
| Bullet to the Heart                  | 2019  | Mirrors               |
| Dway!                                | 2019  | Mirrors               |
| 100 Ways                             | 2020  | Pas de sortie d'album |
| Pretty Please                        | 2020  |                       |
| LMLY                                 | 2021  |                       |
| Drive You Home (avec Internet Money) | 2021  |                       |
| Blow                                 | 2022  | Magicman              |
| Cruel                                | 2022  | Magicman              |
| Blue                                 | 2022  | Magicman              |
| Come Alive                           | 2023  |                       |
| Cheetah                              | 2024  |                       |
| Slow (avec Ciara)                    | 2024  |                       |
| High Alone                           | 2025  |                       |
| GBAD                                 | 2025  |                       |

## Filmographie

### Séries télévisées
| Année | Titre         | Rôle     | Chaîne      | Note(s) |
| ----- | ------------- | -------- | ----------- | ------- |
| 2015  | Dream Knight  | Lui-même | Youku Tudou | Caméo   |
| 2015  | The Producers | Lui-même | KBS         | Caméo   |

### Émissions de télévision
| Année | Titre                     | Chaînes                | Note(s)                                                                                              |
| ----- | ------------------------- | ---------------------- | --- |
| 2014  | Roommate                  | SBS                    | membre du casting de la saison 2                                                                     |
| 2014  | Hitmaker                  | MBC Every 1            | membre du casting avec N et Hyuk de VIXX, et Sungjae de BTOB                                         |
| 2015  | Star King                 | SBS                    | avec Kang Ho Dong, Lee Guk Joo, parmi d'autres                                                       |
| 2015  | Others' Taste             | JTBC                   | - |
| 2015  | Law of the Jungle         | SBS                    | membre du casting de Law of the Jungle in Nicaragua                                                  |
| 2015  | Radio Star                | MBC                    | avec Cao Lu de Fiestar, Jessi, et Lena Park                                                          |
| 2016  | A Look At Myself          | KBS                    | - |
| 2016  | Real Men                  | MBC                    | membre du casting avec BamBam de GOT7 pour l'épisode spécial Friendly Enlisting                      |
| 2016  | Go Fridge                 | Tencent et Zhejiang TV | co-animateur avec He Jiong                                                                           |
| 2016  | Fresh Sunday              | Hunan TV               | co-animateur avec He Jiong                                                                           |
| 2016  | Fighting Man              | Jiangsu TV             | membre du casting avec Wang Kai, Bai Jingting, Yang Shuo, Boran Jing et Jam Hsiao                    |
| 2016  | Weekly Idol               | MBC Every 1            | présentateur avec Dahyun de Twice, Jooheon de Monsta X, et SinB de GFriend pour "Idols Are the Best" |
| 2016  | Where is My Friend's Home | JTBC                   | membre du casting avec BamBam de GOT7 pour les épisodes en Thaïlande                                 |
| 2017  | Master Key                | SBS                    | avec Jinyoung de GOT7 (épisode 6)                                                                    |
| 2017  | Go Fridge                 | Tencent et Zhejiang TV | co-animateur avec He Jiong                                                                           |
| 2018  | Idol Producer             | iQiyi                  | membre du jury avec Kyulkyung de PRISTIN, MC Jin, Cheng Xiao de WJSN                                 |
| 2018  | Let Go Of My Baby         | Tencent                | membre du casting de la saison 3 avec Cheney Chen et Johnny Huang                                    |
| 2018  | Hot Blood Dance Crew      | iQiyi                  | membre du jury et mentor                                                                             |
| 2019  | Chuang                    | Youku                  | Jury                                                                                                 |
| 2021  | Girl Like Us              | Wetv                   | mentor avec Ma Si Wei, Vinida, Zeng Yi Ke, Chui Na Li Sha en producteur                              |
| 2023  | Chuang Asia : Thailand    | Tencent                | Producteur, mentor et jury avec Jeff Satur, Mike Angelo, Ten of NCT, and Nene of BonBon Girls 303.   |

### Apparitions dans des clips vidéos
| Année | Titre                    | Note(s) |
| ----- | ------------------------ | ------- |
| 2015  | Amber - Shake That Brass | Caméo   |
| 2016  | The Unnies - Shut Up     | Caméo   |
| 2017  | Meng Jia                 |         |
| 2021  | Rain - Magnetic          |         |

### Présentation
| Année                  | Titre             | Chaînes                | Note(s)                              |
| ---------------------- | ----------------- | ---------------------- | ------------------------------------ |
| 2014                   | Simply K-Pop      | Arirang TV             |                                      |
| 2014                   | After School Club | Arirang TV             | avec Mark et Eric Nam                |
| avril 2015 – août 2016 | Inkigayo          | SBS                    | présentateur permanent,              |
| depuis 2015            | Go Fridge         | Tencent et Zhejiang TV | présentateur permanent avec He Jiong |
| 2016                   | Fresh Sunday      | Hunan TV               | présentateur permanent avec He Jiong |

## Récompenses et nominations
| Année | Titre                    | Catégorie                        | Travail nommé | Résultat |
| ----- | ------------------------ | -------------------------------- | ------------- | -------- |
| 2014  | SBS Entertainment Awards | Best Male Rookie Award - Variety | Roommate      | Lauréat  |

## [6]Références
- (en) Cet article est partiellement ou en totalité issu de l’article de Wikipédia en anglais intitulé « Jackson Wang » (voir la liste des auteurs).

1. ↑  Asian Junior and Cadet Fencing Championship Retrieved 7 September 2014.
2. ↑  « "Jackson Wang - Mirrors (1st Full Album): French Album Charts - Week 44, 2019". », sur Snep Musique
3. ↑  (en) « Official Album Downloads Chart Top 100 | Official Charts Company », sur www.officialcharts.com (consulté le 5 août 2020)
4. ↑  (ko) « GOT7's Jackson Chosen as New MC of 'Inkigayo' », Mwave,‎ 12 mai 2015 (lire en ligne, consulté le 12 mai 2015)
5. ↑  (ko) « Modèle:Bracket GOT7 잭슨, '인가' MC 합류 '제왑 대센 나' », JoongAng Ilbo Daily Sports,‎ 12 mai 2015 (lire en ligne, consulté le 12 mai 2015)
6. ↑  Celeb Craz, « Jackson Wang Age, Girlfriend, Height In Feet, Net Worth & More », sur CELEB CRAZE, 27 avril 2023 (consulté le 28 avril 2023)